# Hyperthaema punctata
Hyperthaema punctata là một loài bướm đêm thuộc phân họ Arctiinae, họ Erebidae.